# Adriana Basile
Adriana Basile, född 1580 i Posillipo, död 1640 i Rom, var en italiensk kompositör och sångare.
Basile var 1610–1626 anställd som hovmusiker vid familjen Gonzagas hov i Mantua. Även andre medlemmar av hennes familj var anställda vid hovet: hennes bror Giambattista Basile som poet, hennes bror Lelio Basile som kompositör och hennes systrar Margherita och Vittoria som vokalister. Hon var gift med hovfunktionären Mutio Baroni. Hennes döttrar Leonora Baroni och Caterina Baroni blev båda framgångsrika sångare. 
Även under sin tid som hovmusiker uppträdde hon i Florens, Rom, Neapel och Modena. Hon uppträdde i Licori, ovvero L’incanto d’amore av Alessandro Guarini. Basile mottog ett baroni av hertig Vincenzo Gonzaga. Claudio Monteverdi ansåg att hon överglänste sin samtida, Francesca Caccini; i november år 1623 uppträdde hon i en tävling mot denna i improviserad poesi. Ingen av Basiles kompositioner är bevarade.